# Igreja Evangélica Unida de Angola
Igreja Evangélica Unida de Angola (IEUA) var ett kristet trossamfund i Angola, som 1922 grundades av europeiska missionärer, anglikaner från Storbritannien och reformerta från Schweiz.
Under det angolanska frihetskriget (1961-75) förföljdes kyrkan hårt av den portugisiska kolonialmakten. Kyrkans egendom förstördes och många av dess medlemmar tvingades lämna sina hem och fly landet. Efter självständigheten delades kyrkan i två: Igreja Evangélica Reformada de Angola (bildad 1977) och det anglikanska stiftet i Angola (organiserat 2003).